# Andami
Andami București este o companie care produce, comercializează și distribuie materiale de construcții.
Compania a fost înființată în anul 1992.
Ulterior, firma și-a extins activitatea în domeniul prelucrării metalelor (tablă și oțel beton).
În anul 2005, Andami a intrat și în zona construcțiilor civile, odată cu aducerea în exclusivitate pentru România a unui sistem constructiv de origine italiană, format din panouri termoizolante din polistiren cu armătură inclusă - ce a fost îmbunătățit și poartă numele wallinclusive, iar ulterior în dezvoltarea de ansambluri rezidențiale.
Este o companie 100% românească, care aparține soților Doina și Adrian Mircioiu.
Număr de angajați în 2008: 300
Cifra de afaceri:
| Anul          | 2007 | 2006 | 2005 |
| ------------- | ---- | ---- | ---- |
| milioane euro | 32   | 28   | 32   |